# 森川葵
森川 葵（もりかわ あおい、1995年〈平成7年〉6月17日 - ）は、日本の女優。『Seventeen』の元専属モデル。愛知県東海市出身。スターダストプロモーション第一事業部所属。

## 経歴
2010年、ファッション雑誌『Seventeen』の専属モデルオーディション「ミスセブンティーン」に応募者5,575人の中から阿部菜渚美、西野実見、三吉彩花、北山詩織と共にグランプリに選ばれた。同年8月18日に東京都の両国国技館で開催された読者招待イベント「セブンティーン夏の学園祭」で、読者にお披露目された。
2012年映画『Love ToRAIN-ラヴトレイン-』にて映画初出演にして初主演。2014年制作、2015年1月公開の映画『チョコリエッタ』にて菅田将暉とW主演、第27回東京国際映画祭日本映画スプラッシュ部門に選出された。翌2015年2月公開の映画『おんなのこきらい』にて単独主演。2015年2月28日発売の『Seventeen』2015年4月号をもって、同誌の専属モデルを卒業。同年10月、フジテレビ系ドラマ『テディ・ゴー!』で連続ドラマ初主演。2016年1月からの連続ドラマ『いつかこの恋を思い出してきっと泣いてしまう』にて「月9ドラマ」初出演。カナダのファンタジア国際映画祭でワールドプレミア上映された『NINJA THE MONSTER』にヒロイン・幸姫役で出演、ディーン・フジオカと共演した。4月からトーク番組『A-Studio』（TBS）の8代目アシスタントを務め2017年3月で卒業した。
2017年10月、映画『恋と嘘』で主演。原作の「男1人女2人」の三角関係とは、逆の設定を北村匠海、佐藤寛太と演じた。2018年、連続ドラマ『賭ケグルイ』にて早乙女芽亜里 役を演じる。以降、ドラマおよび『映画 賭ケグルイ』シリーズにも同役で出演。配信ドラマ『賭ケグルイ双』（2021年、Amazon Prime Video）では主演・早乙女芽亜里 役を演じる。2018年11月から上演された初舞台『ロミオとジュリエット』では、主演・ジュリエット役を演じた。
2020年4月、友人の最上もがと同時にYouTubeチャンネル『葵のおたく』を開設した。最上と共にゲームプレイ動画等をあげていく予定としている。2022年、連続ドラマ『ナンバMG5』でヒロインを務めた。12月から舞台『4000マイルズ〜旅立ちの時〜』にて主人公・レオのガールフレンド、ベック 役を演じる。2023年1月には、第一弾から出演する映画『嘘八百 』シリーズの新作、『嘘八百 なにわ夢の陣』に出演する。
2023年6月17日、最初で最後に出版する自身の写真集として『Ebipilaf エビピラフ』を発売。初のファンとの対面となる発売記念イベントに出席した。
2025年7月期放送の『スティンガース 警視庁おとり捜査検証室』（フジテレビ）で、GP帯の連続ドラマ初主演。

## 人物
5人兄弟姉妹の内、上から2番目。兄と妹が1人ずつ、弟が2人いる。趣味は睡眠、カメラ集め（各種カメラ20台ほどを所有）、編み物、アニメ。
メディアから多彩な役になりきる演技を「カメレオン女優」（もしくは、カメレオン俳優）と評価されることがあるが、森川自身は「どんな役でも演じる自分がその役を一番愛すること」を大事にしながら芝居に臨んでいると話している。
「できるなら、作品ごとにヘアスタイルも変えたい」と話している。実際、映画『おんなのこきらい』ではヘアーエクステンションを使用してロングヘアー（公開初日舞台挨拶ではツインテール姿も披露した）、『硝子の葦』では金髪、『She』ではベリーショートと、それぞれイメージを変えた髪型になっている。映画『チョコリエッタ』では役作りのため、肩まであった髪を約30センチ切って丸刈りにしたが「髪の毛が傷んでいたので、傷んでいる髪ならいらないって思って。ちょうど丸刈りにできて、ラッキーという感じでしたね」と話していた。
ダンスを苦手としており「関節がダサイ」と言われたことがあるという。
YouTubeチャンネル『あおいのおたく』開設に併せ、マイクやカメラ、キャプチャーボードなどを購入したと話している。

### 交友関係
交流のある人物には橋本愛、有村架純、島崎遥香、浜辺美波、高畑充希、中村里砂、蒼井優、広瀬アリス、黒島結菜、最上もがらの名前がSNSやメディアで上がっている。

### 特技
バラエティ番組『それって!?実際どうなの課』（中京テレビ・日本テレビ系）では、遠心力を使ってカップでサイコロを何段にも積み上げるダイス・スタッキング、決められた形にカップを積み上げて元に戻すタイムを競うスポーツスタッキング、食器の下に敷かれているテーブルクロスを食器を倒したりテーブルから落としたりせずに両手で一気に引き抜くテーブルクロス引きなどに挑戦し、さまざまな超高難易度技を驚異的な速さで習得することから、「ワイルド・スピード森川」の異名を付けられている。この出演がきっかけとなり、2023年11月に韓国で開催されたスポーツスタッキングのアジア大会に日本代表の一員として出場した際には、金・銀・銅メダル獲得という快挙を達成した。
- 金魚すくい
- けん玉
- クレーンゲーム
- 石投げ水切り（22回、2018年の日本大会女性王者の記録：21回）
- ロックバランシング（石積み）
- ゴム銃
- 手書き看板
- ダイス・スタッキング（英語版）（前述）
- スポーツスタッキング（3-3-3スタック 3.3秒、スポーツスタッキングのアジア大会に日本代表で出場し、「3-6-3（通称：サンロクサン）」タイムリレー25プラス部門で団体1位、同ダブルス25プラス部門ペアで2位、「3-6-3マスターズ1」女性部門で個人3位の成績を残した[57]。）
- テーブルクロス引き（グラスタワー5段に成功、芸能人初）
- カード投げ（英語版）
- アーティステック・ビリヤード（英語版）
- ヨーヨー
- 皿回し
- シャボン玉
- デビルスティック
- フォーク曲げ
- マーブリング（英語版）
- レインボースプリング
- レインボーラテアート
- 飴細工
- アーチェリー・トリックショット
- シガーボックス
- ペン回し
- スプレーアート
- ブーメラン
- ポイ
- 卓球・トリックショット
- ステンシルアート（英語版）
- フライングディスク
- バランス技
- ダーツ

## 出演

### 映画
- Love ToRAIN-ラヴトレイン-（2012年2月10日、cine-colorista） - 主演・サキ 役[注 2][5][6]
- 転校生（2012年） - 主演・川野容子 役[注 3][58][59]
- スクールガール・コンプレックス〜放送部篇〜（2013年8月17日、SDP） - 主演・新谷マナミ 役[60]
- ヒトコワ 3 -ほんとに怖いのは人間-　(2013年12月06日、ハピネット)　- 主演・エリ 役[61]
- 渇き。（2014年6月27日、ギャガ） - 長野智子 役
- 人狼ゲーム ビーストサイド（2014年8月30日、AMGエンタテインメント） - 宗像美海 役
- 劇場版 零〜ゼロ〜[注 4]（2014年9月26日、KADOKAWA） - 風戸ミチ 役[62]
- Dance! Dance! Dance!（ベルギー 2014年10月22日、日本 2015年6月12日） - ナツコ 役[注 5]
- チョコリエッタ（2015年1月17日、太秦 / 2021年9月24日、寿々福堂） - 主演・宮永知世子 役（菅田将暉とW主演）[注 6][7][63][64]
- おんなのこきらい（2015年2月14日、SPOTTED PRODUCTIONS） - 主演・和泉キリコ 役[注 7][8]
- 通学シリーズ 通学途中（2015年11月21日、ポニーキャニオン） - ヒロイン・ユキ 役[65]
- NINJA THE MONSTER（2016年2月20日、松竹） - ヒロイン・幸姫 役[66]
- ドロメ 【女子篇】（2016年3月26日、日本出版販売） - 主演・川那小春 役[67]
  - ドロメ 【男子篇】（2016年3月26日、日本出版販売） - 川那小春 役[67]
- TOO YOUNG TO DIE! 若くして死ぬ（2016年6月25日、東宝 / アスミック・エース） - 手塚ひろ美 役[68]
- 金メダル男（2016年10月22日、ショウゲート） - 篠宮亜紀 役[69]
- A.I. love you（2016年12月10日、吉本興業 / KATSU-do） - 主演・星野遥 役[70]
- 花戦さ（2017年6月3日、東映） - ヒロイン・れん 役[71]
- 恋と嘘（2017年10月14日、ショウゲート） - 主演・仁坂葵 役[17]
- 先生!、、、好きになってもいいですか?（2017年10月28日、ワーナー・ブラザース映画） - 千草恵 役[72]
- 嘘八百（2018年1月5日、ギャガ） - ヒロイン・大原いまり 役[73]
  - 嘘八百 京町ロワイヤル（2020年1月31日、ギャガ） [74]
  - 嘘八百 なにわ夢の陣（2023年1月6日、ギャガ）[30]
- リバーズ・エッジ（2018年2月16日、キノフィルムズ / 木下グループ） - 田島カンナ 役[75]
- OVER DRIVE（2018年6月1日、東宝） - ヒロイン・遠藤ひかる 役[76]
- 映画 賭ケグルイ（2019年5月3日、ギャガ） - 早乙女芽亜里 役[20]
  - 映画 賭ケグルイ 絶体絶命ロシアンルーレット（2021年6月1日、ギャガ） - 早乙女芽亜里 役[21][77]
- 耳を腐らせるほどの愛（2019年6月14日、KATSU-do） - ヒロイン・葉山瑠奈 役[78]
- リトル・サブカル・ウォーズ 〜ヴィレヴァン!の逆襲〜（2020年10月23日、イオンエンターテイメント） - ヒロイン・小松リサ 役[79]
- 天外者（2019年制作・2020年12月11日、ギグリーボックス） - ヒロイン・はる 役[80]
- MIRRORLIAR FILMS Season1 「さくら、」（2021年9月17日、イオンエンターテイメント） - ヒロイン[81]
- ある閉ざされた雪の山荘で（2024年1月12日、ハピネットファントム・スタジオ） - 麻倉雅美 役[82][83]
- アングリースクワッド 公務員と7人の詐欺師（2024年11月22日、ナカチカピクチャーズ / JR西日本コミュニケーションズ） - 白石美麗 役[84][85]
- THE オリバーな犬、(Gosh!!)このヤロウ MOVIE（2025年9月26日公開予定、エイベックス・フィルムレーベルズ） - トトちゃん 役[86][87][88]

#### 劇場アニメ
- 鷹の爪8 〜吉田くんのX（バッテン）ファイル〜（2016年8月27日、DLE／プレシディオ） - 里美 役[89]
- おジャ魔女どれみ 20周年記念作品『魔女見習いをさがして』（2020年11月13日、東映） - 主演・長瀬ソラ 役（松井玲奈・百田夏菜子とのトリプル主演）[90]
- LUPIN THE IIIRD THE MOVIE 不死身の血族（2025年6月27日、TOHO NEXT） - サリファ 役[91]

### テレビドラマ
- スプラウト（2012年7月7日 - 9月29日、日本テレビ） - 池之内実紅 役[92]
- ホリック〜xxxHOLiC〜 第4・5・最終話（2013年3月17日・24日・4月14日、WOWOW） - 雨童女 役
- 神様のボート 最終話（2013年3月24日、NHK BSプレミアム） - 野島草子 役
- 35歳の高校生（2013年4月13日 - 6月22日、日本テレビ） - 衛藤瞳 役[93]
- 水木しげるのゲゲゲの怪談（2013年8月31日、フジテレビ） - 語り手 / 猫娘 役[94]
- 刑事のまなざし 第6話（2013年11月11日、TBS） - 三好夏希 役[95]
- おわらないものがたり（2014年8月16日 - 23日、フジテレビ） - 一之瀬ユミ 役
- ごめんね青春!（2014年10月12日 - 12月21日、TBS） - 阿部あまり 役[96]
- 硝子の葦〜garasu no ashi〜（2015年2月21日 - 3月14日、WOWOW） - 幸田梢 役[97]
- She（2015年4月18日 - 5月16日、フジテレビ） - 奥村千里 役[98]
- ドS刑事 第6話（2015年5月16日、日本テレビ） - 水上香奈 役[99]
- ちゃんぽん食べたか（2015年5月30日 - 8月1日、NHK） - 岡倉洋子 役[100]
- 表参道高校合唱部!（2015年7月17日 - 9月25日、TBS） - 引田里奈 役[101]
- テディ・ゴー!（2015年10月10日 - 31日、フジテレビ） - 主演・山瀬和子 役[102]
- 監獄学園-プリズンスクール-（2015年10月26日 - 12月21日、MBS / 2015年10月28日 - 12月23日、TBS） - 緑川花 役[103]
- 5人のジュンコ（2015年11月21日 - 12月19日、WOWOW） - 田辺絢子（高校時代） 役
- いつかこの恋を思い出してきっと泣いてしまう（2016年1月18日 - 3月21日、フジテレビ） - 市村小夏 役[12]
- 遺産相続弁護士 柿崎真一（2016年7月7日 - 9月22日、読売テレビ・日本テレビ） - ヒロイン・丸井華 役[104][105]
  - スピンオフ 「遺産相続弁護士 丸井華」（2016年8月19日（18日深夜）、読売テレビ / 8月21日（20日深夜）、日本テレビ）[106][107]
- プリンセスメゾン（2016年10月25日 - 12月13日、NHK BSプレミアム） - 主演・沼越幸 役[108]
- 下北沢ダイハード 第8話（2017年9月8日、テレビ東京） - 山田愛子 役[109]
- 先に生まれただけの僕（2017年10月14日 - 12月16日、日本テレビ） - 矢部日菜子 役[110]
- 許さないという暴力について考えろ（2017年12月26日、NHK） - ヒロイン・チエ 役[111]
- 賭ケグルイ - 早乙女芽亜里 役
  - Season1（2018年1月14日 - 3月18日、MBS / 2018年1月16日 - 3月20日、TBS）[18]
  - Season2（2019年4月1日 - 29日、MBS）[19]
- 明日の君がもっと好き（2018年1月20日 - 3月10日、テレビ朝日） - 丹野香 役[112]
- やれたかも委員会 エピソード6「映画編」（2018年6月3日、MBS / 6月5日、TBS） - 平山あやの 役[113]
- バカボンのパパよりバカなパパ（2018年6月30日 - 7月28日、NHK総合） - 赤塚りえ子 役[114]
- GIVER 復讐の贈与者（2018年7月14日 - 9月29日、テレビ東京） - ヒロイン・TAKER  役[115]
- 文学処女（2018年9月9日 - 10月28日、MBS / 2018年9月11日 - 10月30日、TBS） - 主演・月白鹿子 役（城田優とのW主演）[116]
- このマンガがすごい!「森川葵の『NHKにようこそ!』」（2018年10月20日、テレビ東京） - ヒロイン・中原岬 役[117]
- デザイナー 渋井直人の休日 第10話 - 最終話（2019年3月22日 - 4月5日、テレビ東京） - 新井くりこ 役[118]
- カカフカカ -こじらせ大人のシェアハウス-（2019年4月25日 - 6月28日、MBS） - 主演・寺田亜希 役[119]
- ヴィレヴァン!（メ〜テレ） - ヒロイン・ 小松リサ 役
  - ヴィレヴァン! -名古屋が生んだ奇跡のギリギリな物語-（2019年5月13日 - 6月25日）[120]
  - ヴィレヴァン!2 〜七人のお侍編〜（2020年10月27日〈26日深夜〉 - 12月1日〈11月30日深夜〉）[121]
- サイン-法医学者 柚木貴志の事件-（2019年7月11日 - 9月12日、テレビ朝日） - 島崎楓 役[122]
- B面女子（2020年4月4日、東海テレビ・フジテレビ） - 主演・星野あさ 役[123]
- 必殺仕事人2020（2020年6月28日、ABCテレビ・テレビ朝日） - たけ 役[124]
- 大江戸もののけ物語（2020年7月17日 - 8月14日、NHK BSプレミアム） - 猫又 役[125]
- 竹内涼真の撮休 最終話（2020年12月26日、WOWOW） - 佐伯美保 役[126][127]
- 悲熊2 第2話・最終話（2021年12月14日・22日、NHK総合） - クマンナ 役[128][129]
- 全っっっっっ然知らない街を歩いてみたものの Season2 第3話（2022年3月21日（20日深夜）、フジテレビ） - 飯田つかさ 役[130]
- 名探偵ステイホームズ（2022年4月3日・10日、日本テレビ） - 星野智子 役[131]
- ナンバMG5（2022年4月13日 - 6月22日、フジテレビ） - ヒロイン・藤田深雪 役[27]
  - ナンバMG5 特別編「全開バリバリでアリガト」編（2022年6月29日、フジテレビ）[28]
- 褒めるひと褒められるひと（2023年6月12日 - 8月3日、NHK総合） - 主演・市川詠子 役[132][133]
- 大奥（2024年1月18日 - 3月28日、フジテレビ） - お知保 役[134][135]
- 訳アリ女ダイアリー（2024年3月2日、TBS） - 主演・河野美知留 役[136]
- 街並み照らすヤツら（2024年4月27日 - 6月29日、日本テレビ） - 竹野彩 役[137]
- 放課後カルテ（2024年10月12日 - 12月21日、日本テレビ） - 篠谷陽子 役[138]
- 人事の人見 最終話（2025年6月17日、フジテレビ） - 二階堂民子 役[139]
- スティンガース 警視庁おとり捜査検証室（2025年7月22日 - 、フジテレビ） - 主演・二階堂民子 役[34]

### 舞台
- ロミオとジュリエット（2018年11月20日 - 12月16日、東京公演：本多劇場 / 12月19日、新潟公演：りゅーとぴあ新潟市民芸術文化会館 / 大阪公演：サンケイホールブリーゼ / 12月26日 - 27日、愛知公演：刈谷市民総合文化センター 大ホール） - 主演・ジュリエット 役[23]
- マシーン日記（2021年2月6日[注 8] - 27日、Bunkamuraシアターコクーン / 3月5日 - 15日、ロームシアター京都 メインホール）- ヒロイン・サチコ 役[141]
- 朗読劇『ハロルドとモード』（2021年9月30日 - 10月14日、EXシアター /  10月16日 - 18日、森ノ宮ピロティホール）[142]
- 4000マイルズ〜旅立ちの時〜（2022年12月12日 - 28日 、東京・シアタークリエ / 2023年1月7日 - 9日、大阪・梅田芸術劇場シアター・ドラマシティ / 2023年1月11日 - 12日、愛知・日本特殊陶業市民会館ビレッジホール / 2023年1月15日、香川・レクザムホール（香川県県民ホール）大ホール）- ベック 役[29][143]

### 配信ドラマ
- 賭ケグルイ双（2021年3月26日 - 4月16日、Amazon Prime Video） - 主演・早乙女芽亜里  役[22]
- トークサバイバー!ラスト・オブ・ラフ（2024年9月3日、Netflix）[144]
- アングリースクワッド EPISODE ZERO（2024年11月14日 - 28日、Lemino） - 白石美来 役[145]
- 放課後カルテ TVerオリジナルストーリー 第6.5話・第7.5話（2024年11月16日・23日配信予定、TVer） - 篠谷陽子 役[146]

#### インスタドラマ
- デートまで（2018年7月17日- 8月2日、アダストリア） - 主演・キイロ 役（鈴木仁とのW主演）[147]

#### YouTubeドラマ
- ポケモンオーディオドラマ「ともだちはイーブイ」（2021年2月19日、ポケモン Kids TV） - ヒロイン・玲奈 役[148]

### ラジオドラマ
- 春来る鬼（2015年6月27日、NHK-FM）

### その他

#### ナレーション
- ぼくたちのサイン〜難聴のエースと仲間たち 最後の夏〜（2014年8月14日、NHK Eテレ）
- ザ・ノンフィクション（フジテレビ）
  - 「おじさん、ありがとう〜ショウとタクマと熱血和尚〜」（2019年6月2日）
  - 「『おかえり』の声が聞きたくて〜歌舞伎町 真夜中の処方箋〜」（2021年11月7日）
  - 「ありのままでいいじゃない〜いしいさん家の人々〜」（2022年7月31日・8月7日）
- ニッポン印象派「響き光る水」（2019年12月16日、NHK BSプレミアム）

#### 情報・バラエティ番組
- 痛快TV スカッとジャパン（2014年12月1日、2015年1月26日、2015年5月25日、2016年1月4日、2016年6月20日、2016年11月21日、2017年9月25日、フジテレビ）[149]
- A-Studio（2016年4月1日 - 2017年3月24日、TBS） - アシスタント[15]
- それって!?実際どうなの課（2019年5月1日 - 2024年3月27日（28日未明）、中京テレビ・日本テレビ系） - レギュラー[150][151]
- 太田光のつぶやき英語（2021年4月1日 - 、NHK Eテレ） - レギュラー
- 恋愛トキワ荘（2022年9月5日 - 、フジテレビ） - 番組MC[152]

## 広告などへの起用

### CDジャケット
- indigo la End 「幸せが溢れたら」（2015年2月4日）
- back number 「SISTER」（2015年5月27日）[187]

## 書籍
- じんせいに諦めがつかない（2024年06月19日、講談社、ISBN 978-4-06-535544-2） - 雑誌連載に加筆修正し、書き下ろしを追加[193]

### 雑誌
- Seventeen（2010年8月号 - 2015年4月号、2018年8月号、集英社） - 専属モデル
- 月刊小説誌「小説現代」連載エッセイ『じんせいに諦めがつかない』（2021年8月号 - 、講談社）[194]

### 写真集
- 寝起き女子 girls in the morning（2018年1月27日、ワニブックス） - モデルとして参加[195]
- Ebipilaf エビピラフ（2023年6月17日、撮影：ND CHOW、SDP）ISBN 978-4-910528-31-1[31][196]